# معبد النار يزد
معبد النار يزد (بالفارسية: آتشکده یزد) هو معبد نار تاريخي يعود إلى عصر الدولة البهلوية، ويقع في يزد.

## معرض الصور

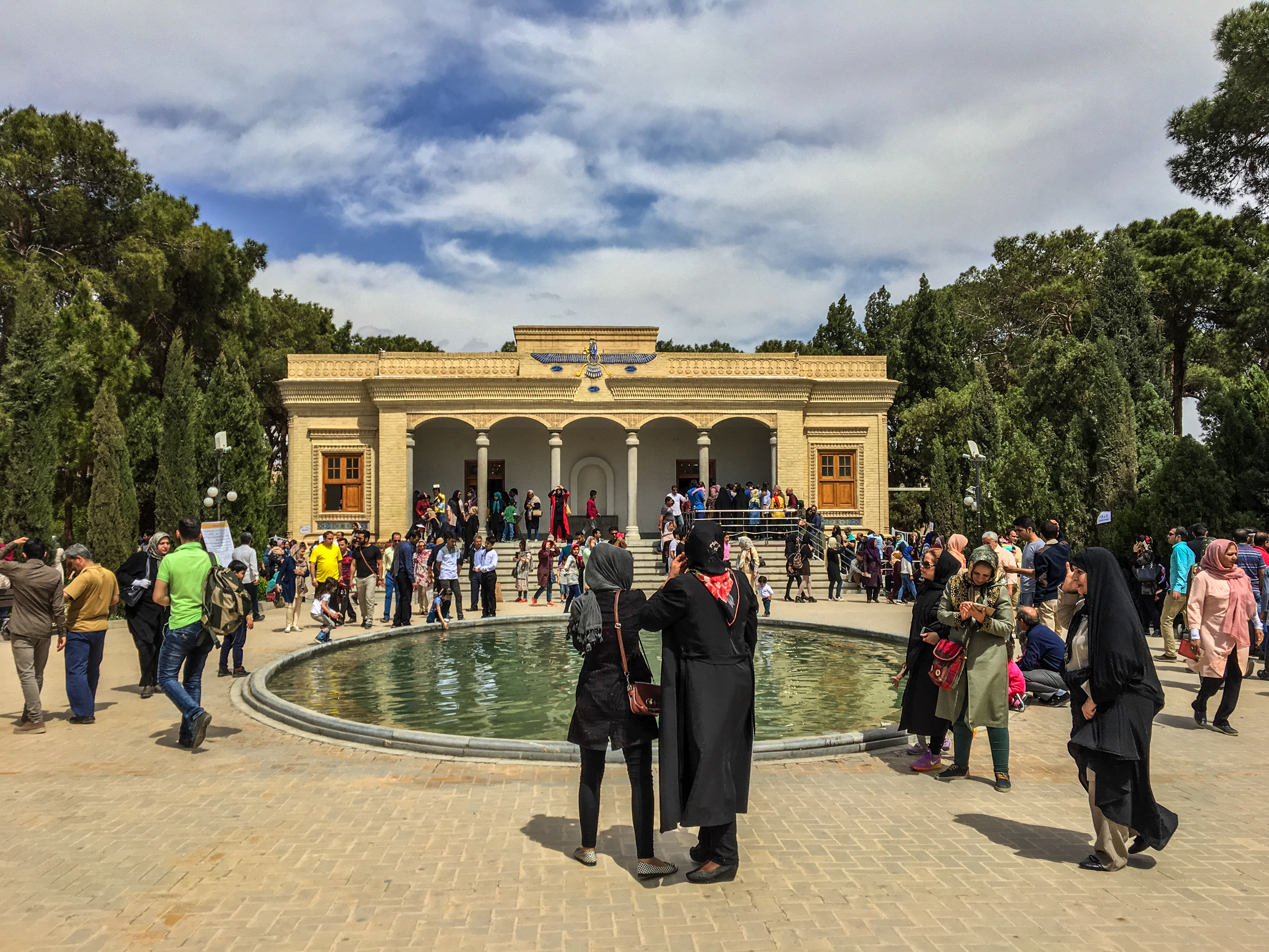
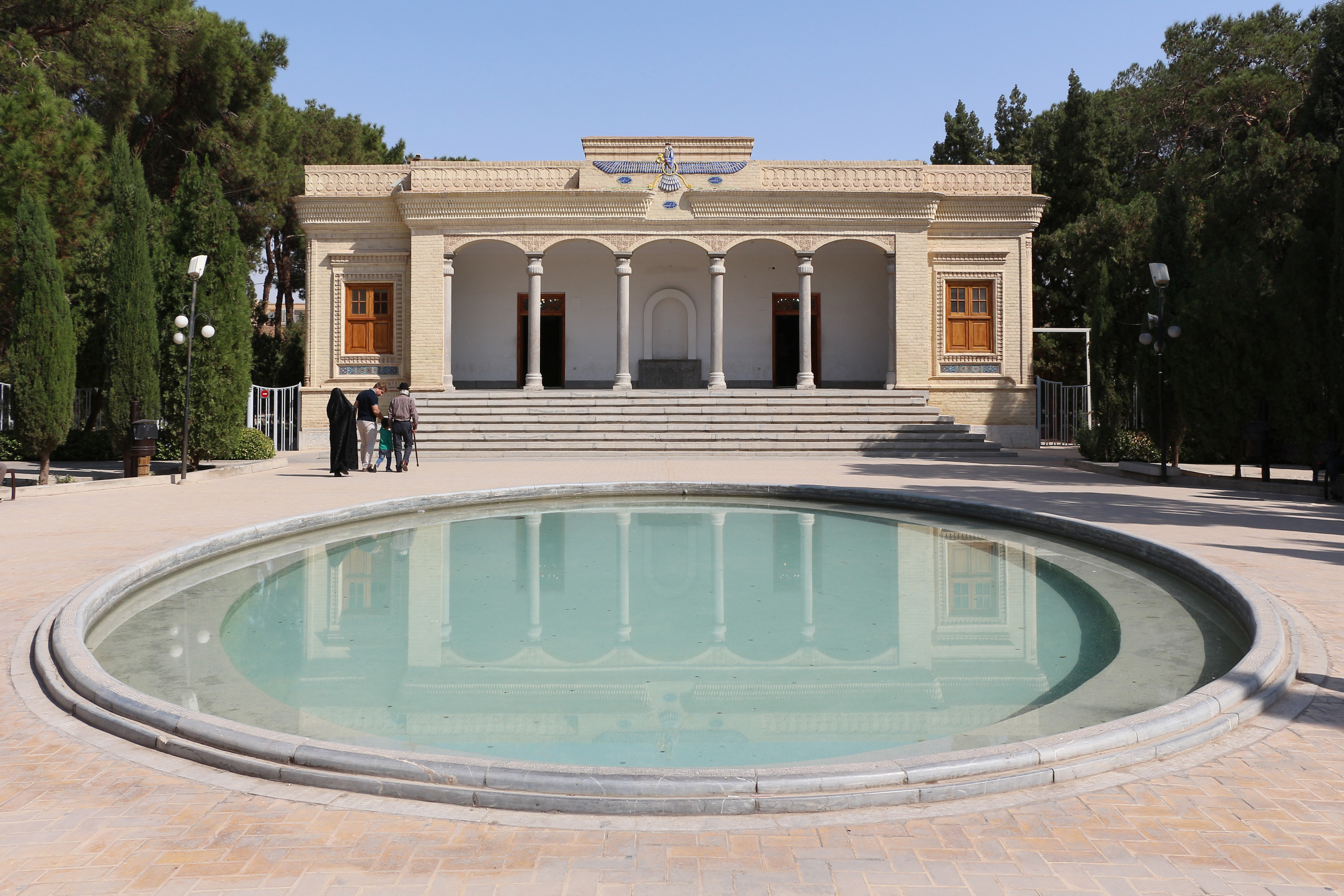
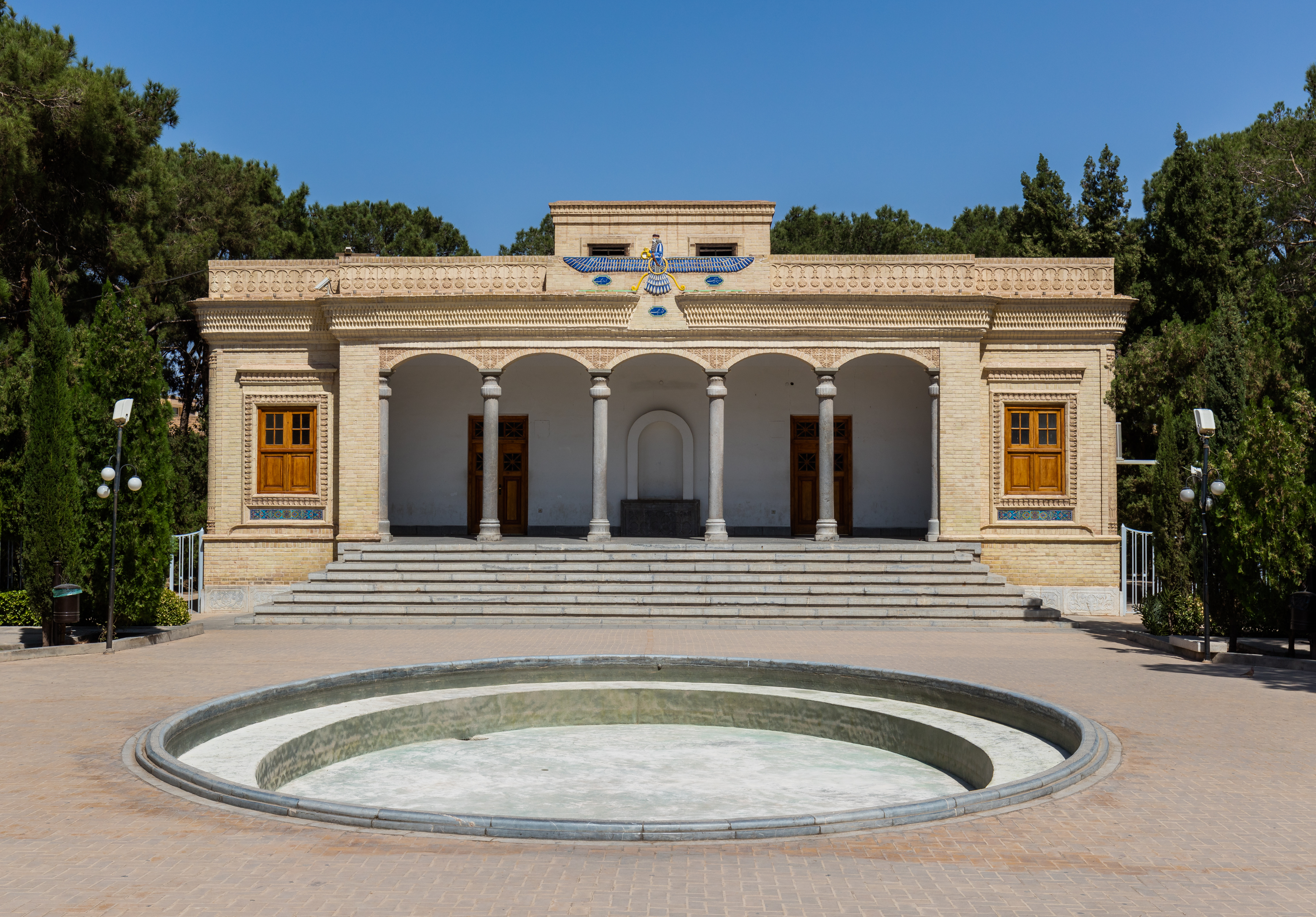
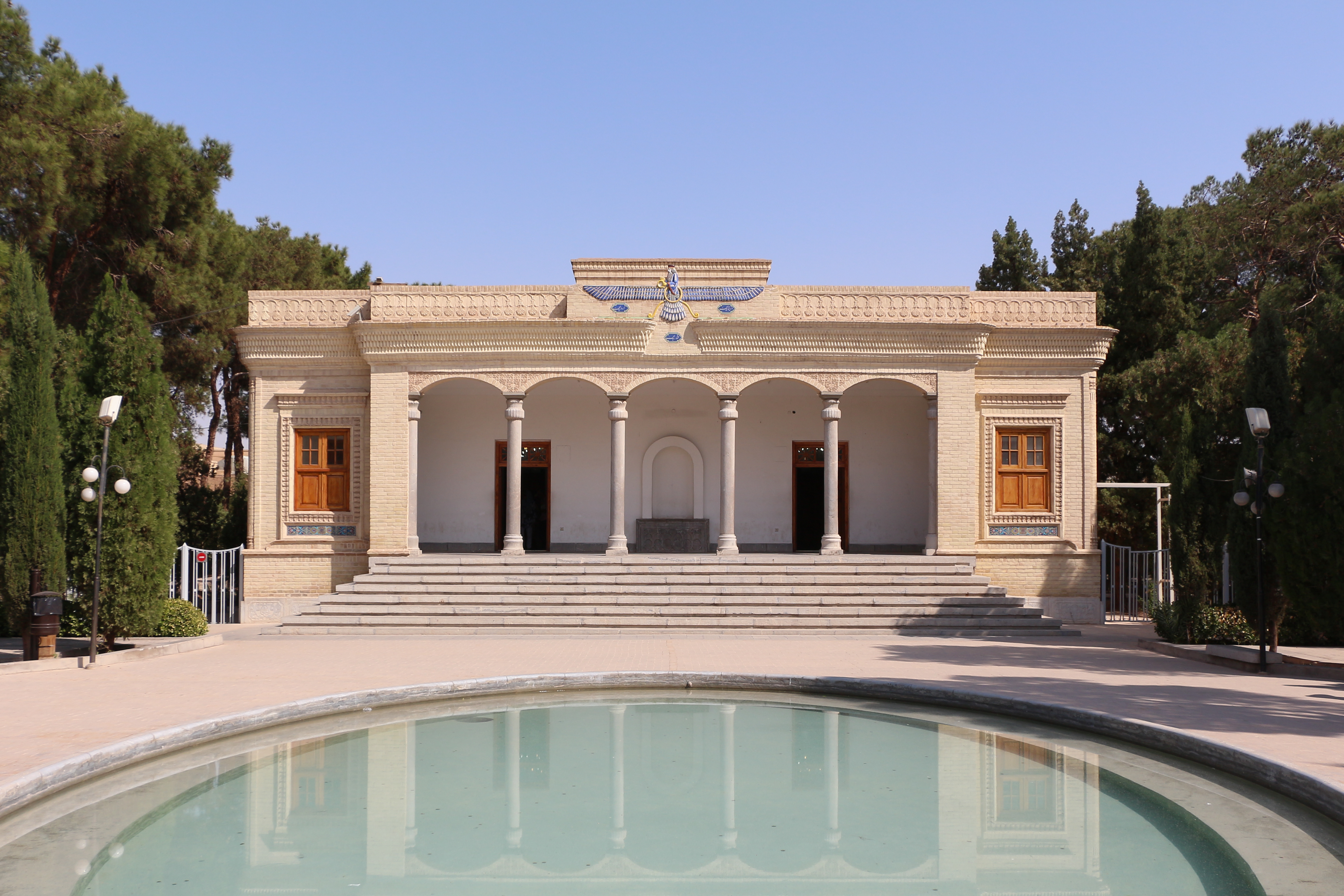
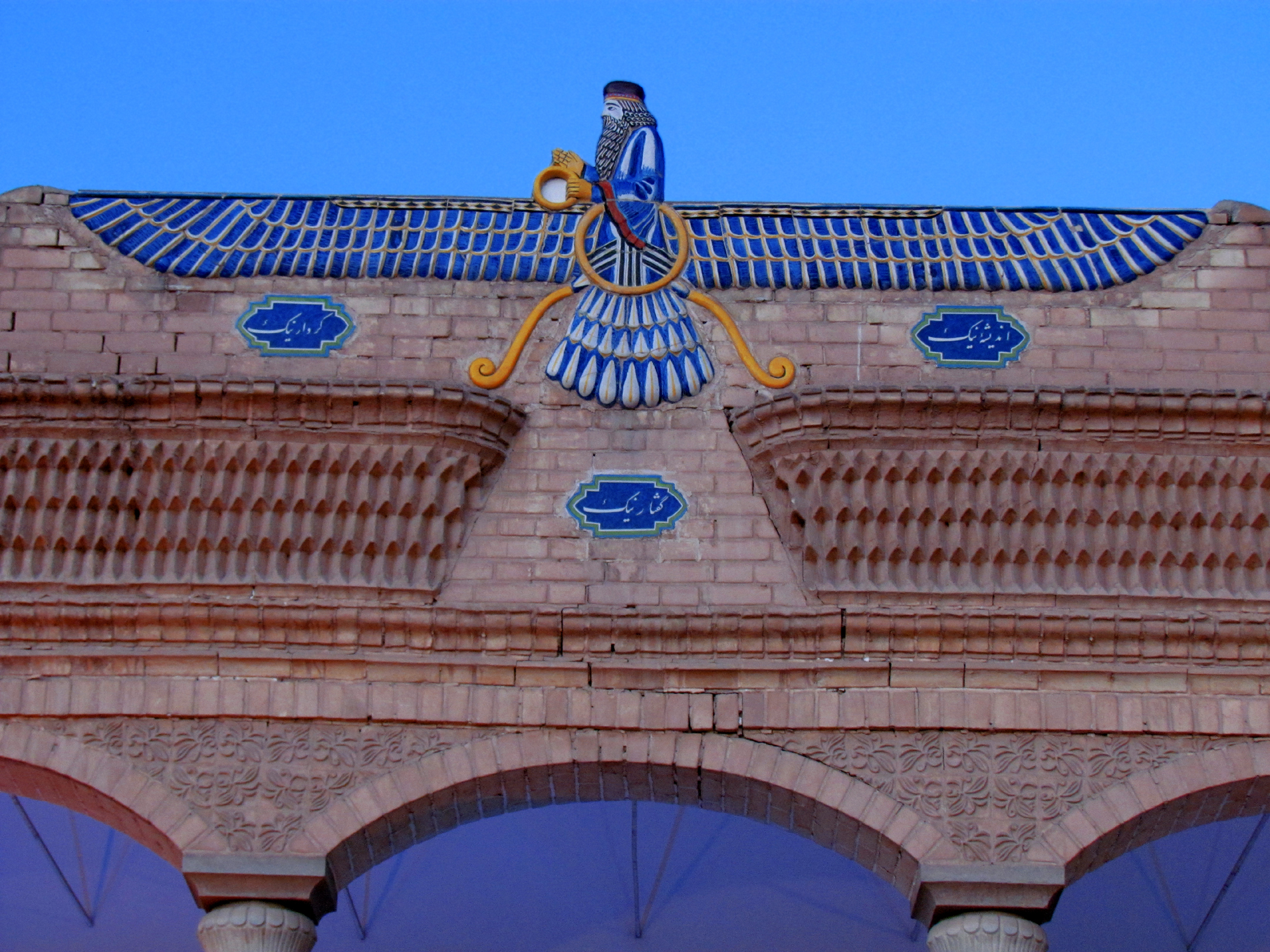
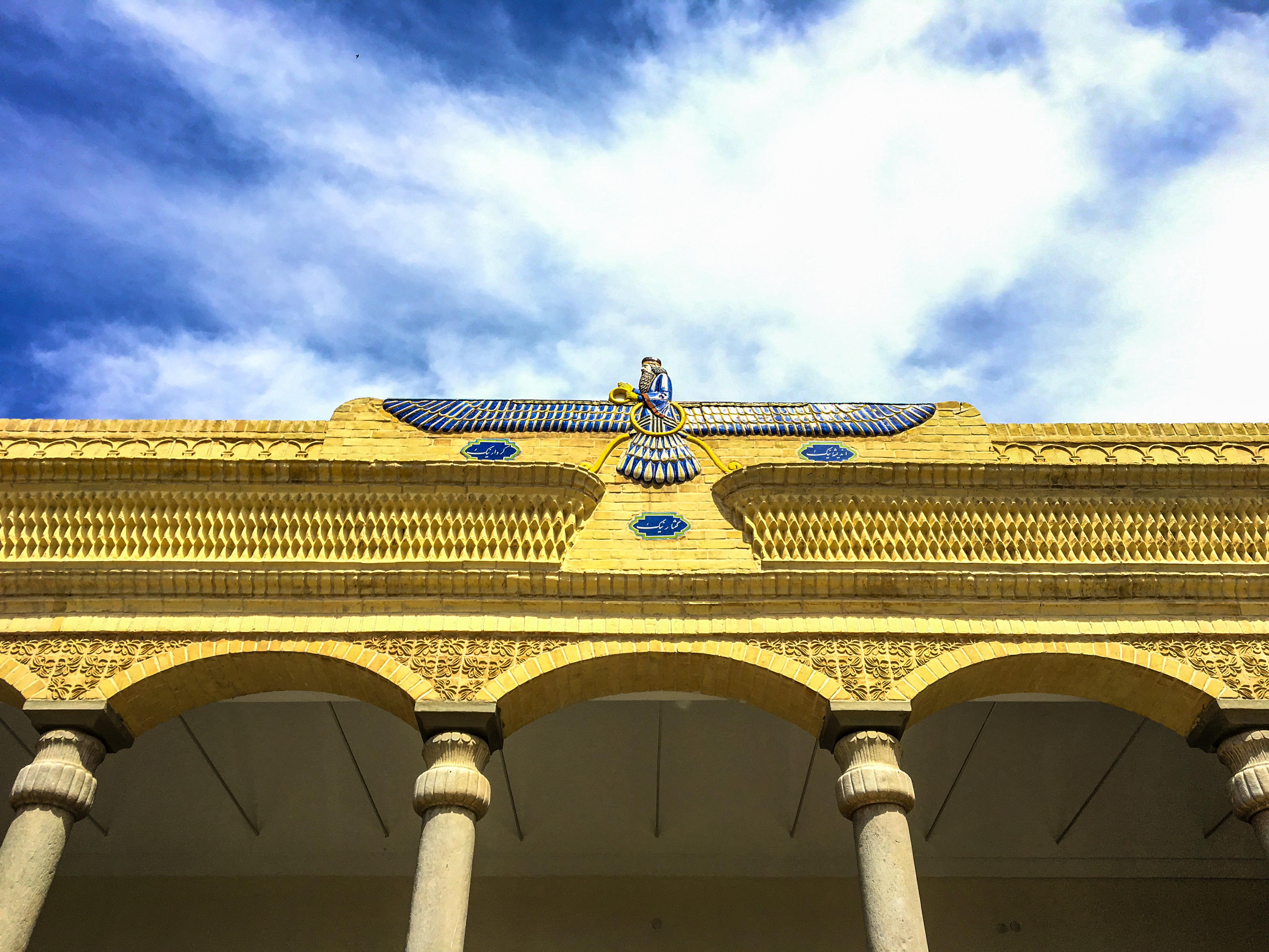
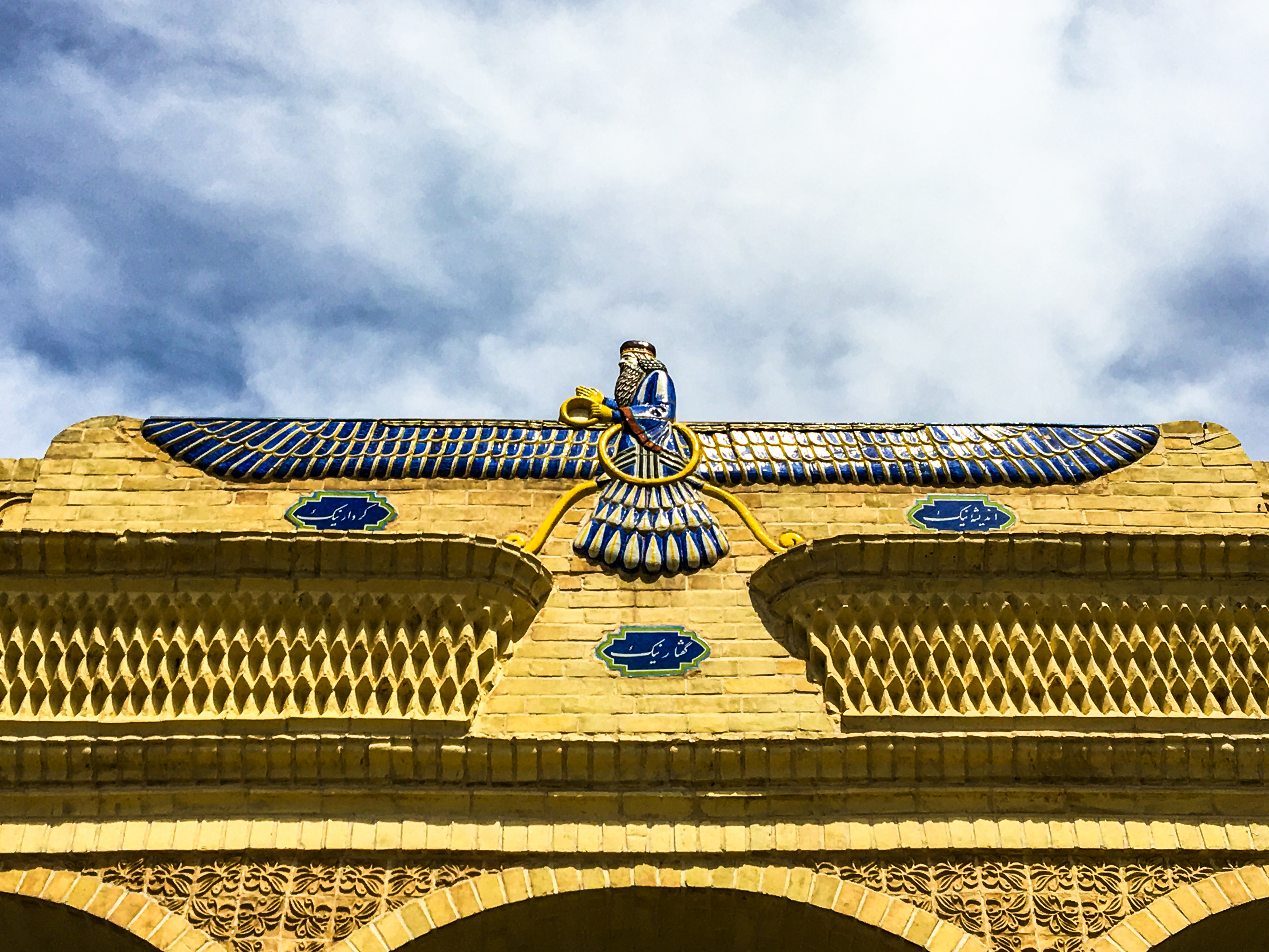
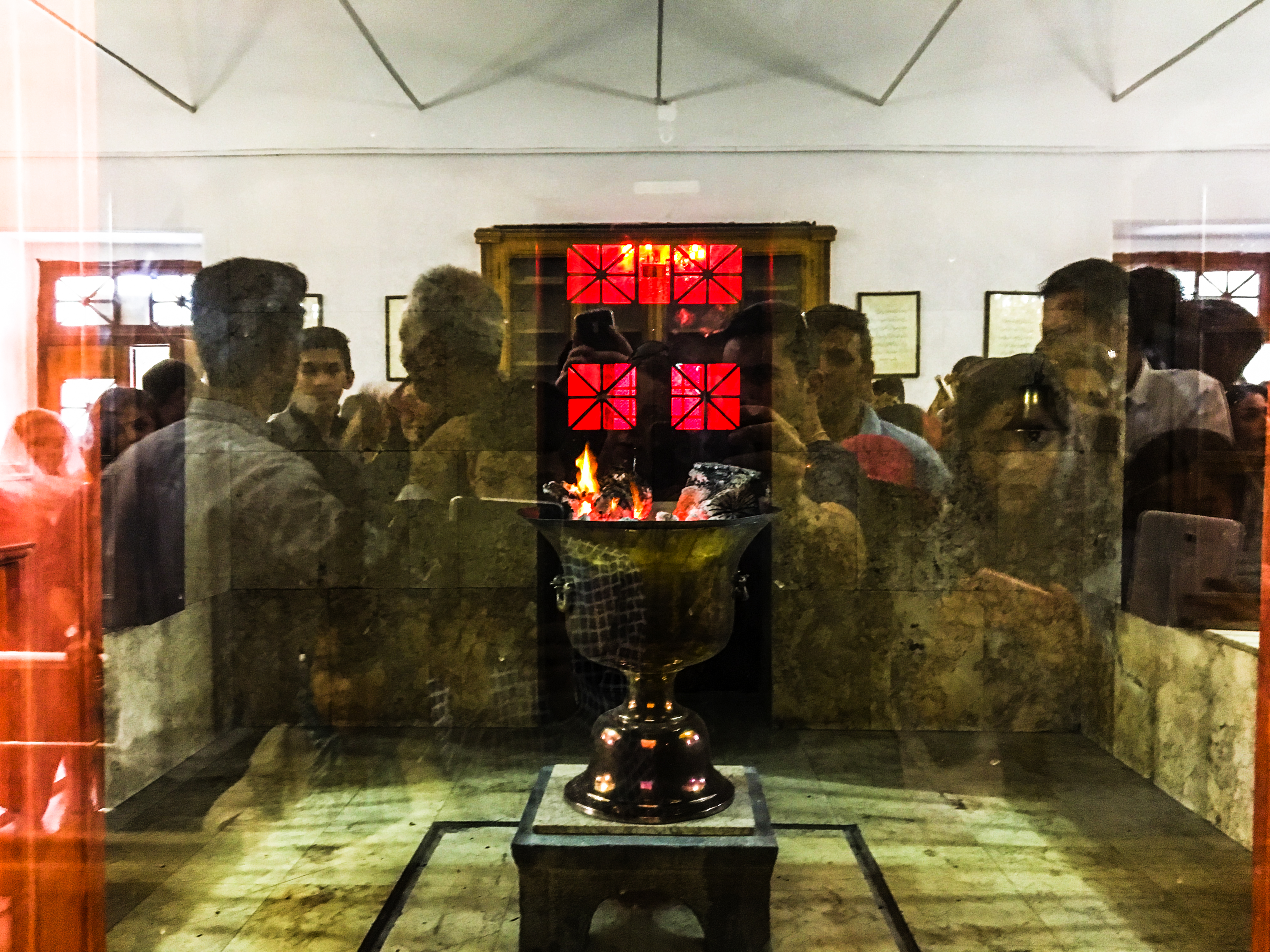